# Класпер

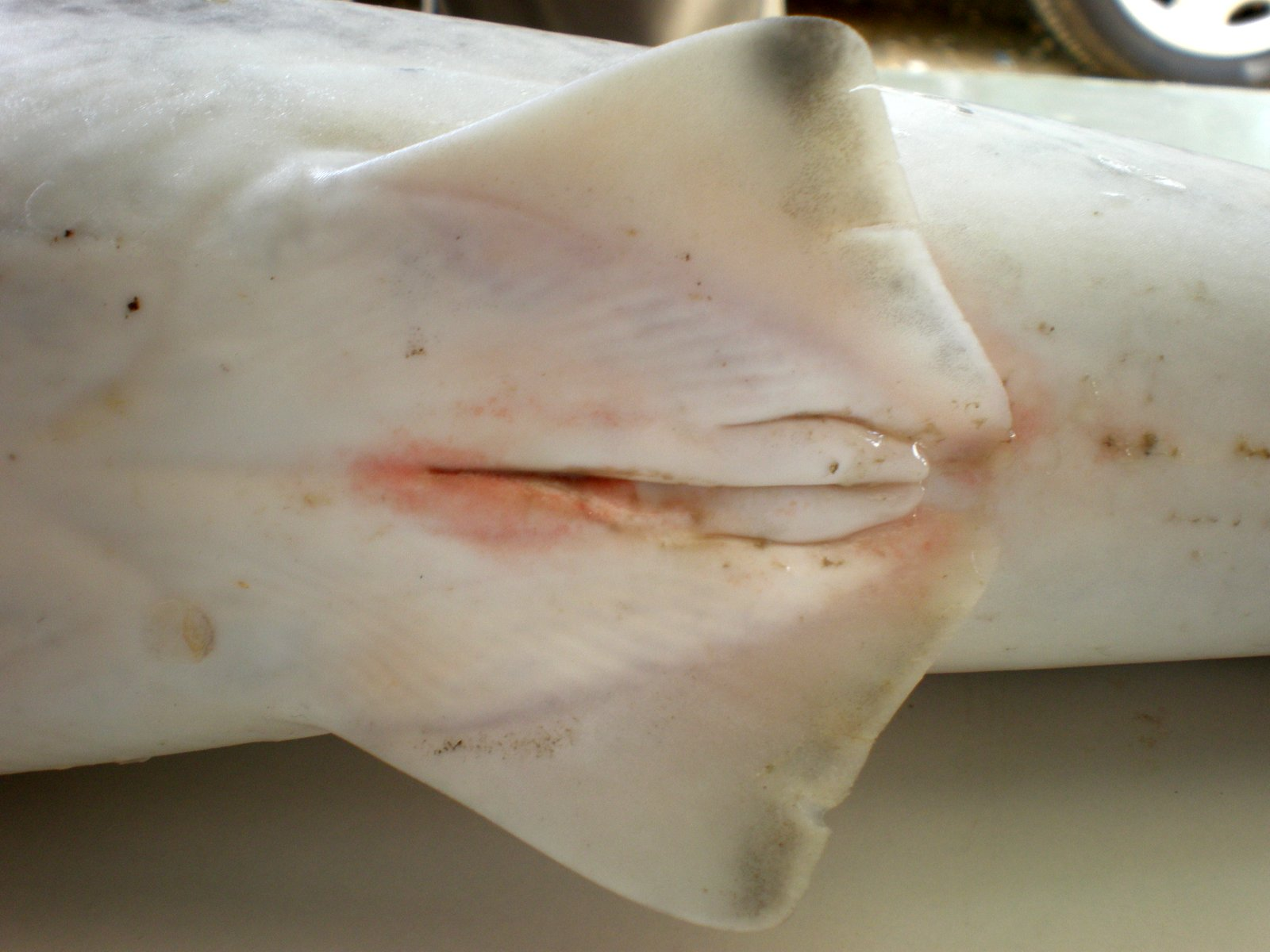
Класпери короткоплавцевої сірої акули

Класпери або птеригоподії — статеві органи надряду акули та ряду химероподібні. Слово, утворене від двох грецьких: pterygo, тобто крило, плавець; pode, тобто ноги. За наявність класперів визначається стать у цих риб.

## Опис
Розташовані уздовж внутрішньої сторони черевних плавців, лише у самців. Класпери (птеригоподії) представляють видозмінені промені черевних плавців. Класперів завжди два. У різних видів акул й химер вони розрізняються за довжиною, формою та забарвленням. Зустрічаються акули з крихітними класперами, є такі, в яких статеві органи тягнуться від черевних до анального плавця. Зазвичай мають форму своєрідних жолобків.
При паруванні використовується лише 1 класпер. В залежності від видів акул та химер самець застосовує правий або лівий класпер. Самець запліднює яйцеклітину безпосередньо в тілі самиці, вводячи класпер до її клоаки. Через канавки в класперах сперма потрапляє до матки. В подальшому відбувається процес розмноження у вигляді яйцекладення, яйцеживородження або живородження.